# Эгами Иэтанэ
Эгами Иэтанэ (яп. 江上 家種, ум. 4 марта 1593) — японский военачальник периода Адзути-Момояма, вассал рода Рюдзодзи.

## Биография
Второй сын Рюдзодзи Таканобу, даймё провинции Хидзэн, и дочери Рюдзодзи Иэкадо. Был усыновлён Эгами Такэтанэ, впоследствии став главой рода Эгами. Отец, Таканобу, назначил его хозяином замка Сэйфукудзи в провинции Хидзэн (ныне район города Кандзаки). По приказу отца участвовал в сражениях в различных регионах и принял участие в битве при Окитанаватэ в 1584 году.
В 1589 году, когда Набэсима Наосигэ перебрался в замок Сага, Эгами стал владельцем замка Хасуикэ. В это же время Иэтанэ усыновил старшего сына Наосигэ, Набэсиму Кацусигэ (усыновление позже было расторгнуто).
Считается, что Эгами Иэтанэ обладал внушительным телосложением и особенно отличался воинской доблестью, и, вероятно, среди братьев он больше всех унаследовал таланты своего отца, Таканобу.
Участвовал в корейской кампании Тоётоми Хидэёси, но умер от болезни в Пусане. Могила Эгами и его жены сохранилась в храме Сюфуку-дзи в Кандзаки в префектуре Сага.

## Семья
Эгами Иэтанэ был женат на Офуку (посмертно — Кояма хосюн-дайси), второй дочери даймё Омуры Сумитады.
Дети от неизвестной матери:
- Томоко, жена Набэсимы Тадасигэ
- Сано Сигэёси (ум. 1619), старший сын
- Эгами Кацутанэ, второй сын

После смерти Иэтанэ его дети отказались от фамилии Эгами. Старший сын, Сигэёси, принял фамилию Сано, а второй сын, Кацутанэ, взял фамилию Кацуяма. Потомки Сигэёси основали род Сано, служивший в качестве вассалов княжества Сага. Кацутанэ поддержал Рюдзодзи Суэаки в попытке обратиться к сёгунату с просьбой о восстановлении рода Рюдзодзи, но их прошение было отклонено. В 1644 году Кацутанэ перешёл под надзор рода Хосина из княжества Айдзу и вернулся к фамилии Эгами. В 1648 году был принят на службу к даймё Айдзу, и его потомки продолжили служить в качестве вассалов Айдзу.